# NGC 4092
NGC 4092 é uma galáxia espiral (Sab) localizada na direcção da constelação de Coma Berenices. Possui uma declinação de +20° 28' 39" e uma ascensão recta de 12 horas, 05 minutos e 50,2 segundos.
A galáxia NGC 4092 foi descoberta em 26 de Abril de 1785 por William Herschel.